# Mayo Hubert
Christophe „Mayo“ Hubert (* 18. Mai 1977 in Saargemünd) ist ein französischer Musiker (Gitarre) des Gypsy-Jazz.

## Leben und Wirken
Hubert hatte mit zwölf Jahren Gitarrenunterricht bei Antoine Haag und Tchavolo Schmitt; mit 17 Jahren gab er sein erstes öffentliches Konzert, als er in Strasbourg mit der Formation Sinti Swing auftrat, der Jordan, Martial und Fistan Loefler angehörten.
In den folgenden Jahren arbeitete er seit den 1990er Jahren mit Charles Aznavour, Sacha Distel, Juliette Reno und Henri Salvador, ferner in verschiedenen Gypsy-Jazz-Formationen, zunächst als Rhythmusgitarrist. 2002 legte er sein selbstbetiteltes Debütalbum als Eigenproduktion vor, dem 2004 das Album Swing Mayo und 2012 Caravan de Santino folgten. Stilistisch ist er von Django Reinhardt, Biréli Lagrène, Dorado und Tchavolo Schmitt beeinflusst.

## Diskographische Hinweise
- Swing Mayo (Orange Karamel, 2004, mit Stéphane Hubert, Tchin Tchin Haag, Loungo Haag, Eddy Hubert, Yannick Riznar, Jean-Marc Muller sowie Timbo Mehrstein, Joseph.Reinhardt)
- Les Enfants de Django: New Generation - Live su Meridien JVC Jazz Festival Paris 2005 (HLO Records, 2005, mit Jean-Luc Miotti, Mike Reinhardt, Samson Schmitt, Yorgui Loeffler, Gigi Loeffler)
- Tchavolo Schmitt: Seven Gypsy Nights (Le Chant du Monde, 2007, mit Giani Lincan, Claudius Dupont, Costel Nitescu)
- Caravan de Santino (Fremeaux, 2012, mit Francko Mehrstein, Gino Roman, Laurent Maur sowie Samson Schmitt und Gino Haag)